# Landesverband der kommunalen Migrantenvertretungen Baden-Württemberg
Der Landesverband der kommunalen Migrantenvertretungen Baden-Württemberg (LAKA) ist die erste landesweite Migrantenvertretung in Baden-Württemberg. Sie ist Selbstorganisation von Migranten nationalitätenunabhängig, überparteilich und überkonfessionell organisiert und wirkt ehrenamtlich. Der LAKA ist ein  Vertretungsorgan der Migranten in Baden-Württemberg und als solcher ein legitimierter Gesprächspartner gegenüber der Landesregierung, dem Landtag, den Ministerien und anderen relevanten Verbänden und Organisationen auf Landesebene sowie vergleichbaren Migrantengremien in anderen Bundesländern und dem Bundeszuwanderungs- und Integrationsrat (BZI).

## Historie
Der LAKA wurde am 13. Juni 1998 unter dem Namen „Landesarbeitsgemeinschaft der kommunalen Ausländervertretungen Baden-Württemberg“ von gewählten Vertretern kommunaler Migrantengremien gegründet. Auf der Mitgliedervollversammlung im Juli 2007 erfolgte die Umbenennung in „Landesverband der kommunalen Migrantenvertretungen in Baden-Württemberg“.

## Aufgaben und Vorstand
Zu den Aufgaben des LAKA gehören insbesondere die überörtliche Geltendmachung von Migranteninteressen, die Mitwirkung bei der politischen Meinungs- und Willensbildung der Migranten, sowie die Erarbeitung von Stellungnahmen zu politischen Themen. Der LAKA unterstützt die Bildung neuer Migrantenvertretungen und betreibt die Fortbildung der Mitglieder der örtlichen Migrantenvertretungen. Schließlich möchte man den Erfahrungs- und Informationsaustausch zwischen den Migrantenvertretungen anregen.
Der LAKA verfolgt hierbei das Ziel, die Integrationsdefizite zu beseitigen und die gleichberechtigte politische und gesellschaftliche Teilhabe aller Migranten zu verwirklichen. Dies geschieht durch die Benennung von konkreten Integrationsdefiziten in den Verwaltungen (z. B. fehlende interkulturelle Kompetenzen) und die Förderung der Integrationsbereitschaft auf Seiten der Migranten.

## Geschäftsstelle und Vorstand
Der Landesverband hat seit 2015 eine eigene Geschäftsstelle in Stuttgart, die vom Ministerium für Gesundheit, Soziales und Integration finanziert wird. Die Geschäftsführerin ist Argyri Paraschaki-Schauer (Stand: 2025). Vorsitzender des LAKA ist (Stand: 2025) Daniel Setzler (Vorstand Integrationsbeirat Rottenburg am Neckar).